# Петко Попов (журналист)
Вижте пояснителната страница за други личности с името Петко Попов.
Петко Павлов Попов е български журналист.

## Биография
Роден е на 19 декември 1900 г. в село Кара Топрак, Пловдивско. Журналистическата му кариера започва в Пловдив. През 1919 г. се премества в Плевен, където се заема с активна журналистическа дейност. От 5 юни 1921 г., с излизането на вестник „Северно ехо“, като негов редактор, поставя ново начало в местната журналистика. През 1922 г. сключва брак с внучката на писателя Найден Геров – Рена, с която имат двама сина – Павел (1923 – 1989) и Владимир (1931 – 2011). Съпругата му е завършила Американския колеж в Самоков и е негова съредакторка във вестник „Северно ехо“. В него се публикуват важни исторически материали, археологически открития и постоянни рубрики, като „Хроники“, „От сряда до сряда“, „Театрални бележки“, „От нашите читатели“ и много други. През 1943 г. вестникът получава наградата на Дирекцията за национална пропаганда. Последния брой на „Северно ехо“ излиза на 1 септември 1944 г.
След смъртта на съпругата му Рена, през 1932 г., сключва брак с Пенка Димитрова (1900 – 1990), с която имат една дъщеря Лиляна (1933 – 2014).
Петко Попов е един от създателите и водещи дейци на Съюза на провинциалните журналисти и на Околийския читалищен съюз в Плевен. На 1 октомври 1944 г. е арестуван. Успява да се спаси при масов разстрел, като се преструва на умрял. Укрива се няколко дни в колиба край Плевенските лозя до 10 октомври, след което успява да се прибере у дома при съпругата си, където е лекуван тайно от нея. Но няколко дни по-късно е издаден от съседите си. Арестуван е отново на 25 октомври. С предполагаемата дата 25 октомври 1944 г. се обявява за безследно изчезнал от Областния съд в Плевен, с протокол от 25 декември 1945 г.
Личните му документи се съхраняват във фонд 1432 в Държавен архив – Плевен. Те се състоят от 22 архивни единици от периода 1900 – 2001 г.

## Писмо
На 10 октомври 1944 г. Петко Попов пише писмо до своя приятел д-р Христо Попов. В него описва достоверни данни около първото му арестуване на 1 октомври 1944 г. – за преживения ужас след ареста, за предходни събития, свързани с издаването на вестника и последиците до деня на написване на писмото. Написано е с черно мастило върху 14 откъснати листа от ученическа тетрадка, докато се укрива след бягство от мястото на масовия разстрел. През 1979 г. писото, заедно с други документи от Държавен архив – Плевен, е иззето от Министерство на вътрешните работи за издирване на информация. Върнати са през 2012 г., когато е открито.
- Писмо от Петко Попов до неговия приятел д-р Христо Попов. Източник: ДА „Архиви“